# Xyletobius nudus
Xyletobius nudus är en skalbaggsart som beskrevs av Perkins 1910. Xyletobius nudus ingår i släktet Xyletobius och familjen trägnagare. Inga underarter finns listade i Catalogue of Life.